# Brokig hundfästing
Brokig hundfästing (Dermacentor reticulatus) är en fästingart som först beskrevs av Fabricius 1794. Dermacentor reticulatus ingår i släktet Dermacentor och familjen hårda fästingar.
Arten är etablerad i nordligaste Afrika, på Balkan, och i södra och centrala Europa. 2017 sköts en guldschakal i Danmark som hade 18 brokiga hundfästingar i pälsen. Arten har påträffats i Sverige.